# Ильенко, Михаил Герасимович
Михаил Герасимович Ильенко (укр. Михайло Герасимович Іллєнко; род. 29 июня 1947, Москва) — советский и украинский кинорежиссёр, сценарист, актёр. Член-корреспондент Академии искусств Украины, Заслуженный деятель искусств Украины (2003), лауреат Государственной премии Украины им. А. Довженко. Также награждён орденом За заслуги III степени (2021).

## Биография
Родился 29 июня 1947 года в Москве в семье инженера. Окончил режиссёрский факультет Всесоюзного государственного института кинематографии (1970, мастерская Михаила Ромма).
С 1973 года — режиссёр Киевской киностудии им. А. П. Довженко.
Работал на киностудии «Киевнаучфильм».
С 1997 года — организатор кинофестиваля «Открытая ночь».
С 2000 года — декан кинофакультета Киевского национального университета театра, кино и телевидения имени Ивана Карпенко-Карого. Член Национального союза кинематографистов Украины.
Автор ряда прозаических произведений, статей по вопросам современного украинского кино.
В 2009 году принимал участие в первом этапе кругосветного путешествия на яхте «Купава».
19 января 2012 года состоялась премьера фильма «Тот, кто прошёл сквозь огонь», в мае фильм вышел на DVD, киноведы называют его первым полностью украинским фильмом, вышедшим в широкий прокат. Данная картина вошла в лонг-лист номинантов на престижную кинопремию «Оскар».

### Семья
Братья: Юрий Ильенко (режиссёр, кинооператор, сценарист и политик), Вадим Ильенко (кинооператор, режиссёр, сценарист).
Дочь: Иванна Михайловна Ильенко (актриса, балерина).

## Фильмография
1. 1975 — Там вдали, за рекой
2. 1977 — Сапоги всмятку
3. 1980 — Школа
4. 1983 — Миргород и его обитатели
5. 1985 — Каждый охотник желает знать…
6. 1994 — Ожидая груз на рейде Фучжоу возле Пагоды
7. 1997 — Седьмой маршрут
8. 2002 — Маленькое путешествие на большой карусели
9. 2002 — Одноразовая вечность
10. 2011 — Тот, кто прошёл сквозь огонь
11. 2014 — Толока

Автор сценариев фильмов:
1. 1988 — «Дама с попугаем»
2. 1996 — «Княжа регата»
3. 1997 — «Путь к скале»
4. 2002 — «Одноразовая вечность»

Роли в кино:
1. 1968 — «Вечер накануне Ивана Купала» — ряженый хлопец
2. 1971 — «Белая птица с чёрной отметиной» — Георгий
3. 1988 — «Передай дальше…»
4. 1990 — «Яма» (снимался, но роль не указана)